# CTB 37B
CTB 37B, también llamado SNR G348.7+00.3 y AJG 61, es un resto de supernova situado en la constelación de Escorpio. Fue identificado como una radiofuente específica en un estudio llevado a cabo en la banda de radio en 1969.
Se localiza cerca de otros dos restos de supernova —CTB 37A y G348.5−0.0—, pero no tienen relación entre ellos, simplemente están en la misma línea de visión.

## Morfología
En la banda de radio, CTB 37B presenta una morfología de cáscara o caparazón.
En rayos X, CTB 37B fue detectado por primera vez en 1996. Las observaciones luego realizadas con el observatorio de rayos X Chandra identificaron una fuente puntual en la cáscara de radio, CXOU J171405.7–381031, posteriormente reconocida como un magnetar. Además, en la región coincidente con el caparazón de radio, la emisión de rayos X es
térmica, pero también se ha detectado emisión de rayos X no térmica hacia el sur.
Por otra parte, el sistema estereoscópico de alta energía (H.E.S.S.) ha detectado emisión de rayos gamma de TeV procedente de este resto de supernova.

## Remanente estelar
CXOU J171405.7–381031 tiene un periodo de rotación de 3,825 s. En 2014 era el magnetar con el cuarto campo magnético más intenso conocido (Bd = 5,0 ×1014 G). Como mejor se describe la radiación X procedente de este objeto es con un modelo de dos componentes, considerando la radiación del cuerpo negro y una ley potencial. Se ha monitorizado su variabilidad en el tiempo (entre 2006 y 2015) pero no se han detectado fluctuaciones mayores que el 10 %.

## Edad y distancia
No existe claro consenso en cuanto a la edad de CTB 37B. Varias fuentes le adjudican una edad de 4900 - 5000 años, pero otro trabajo considera que podría tener una antigüedad de 14 900 años.
Se encuentra a 13 200 ± 1300 pársecs de la Tierra y tiene un radio de aproximadamente 33 pársecs.